# كلية طب وايل كورنيل (قطر)

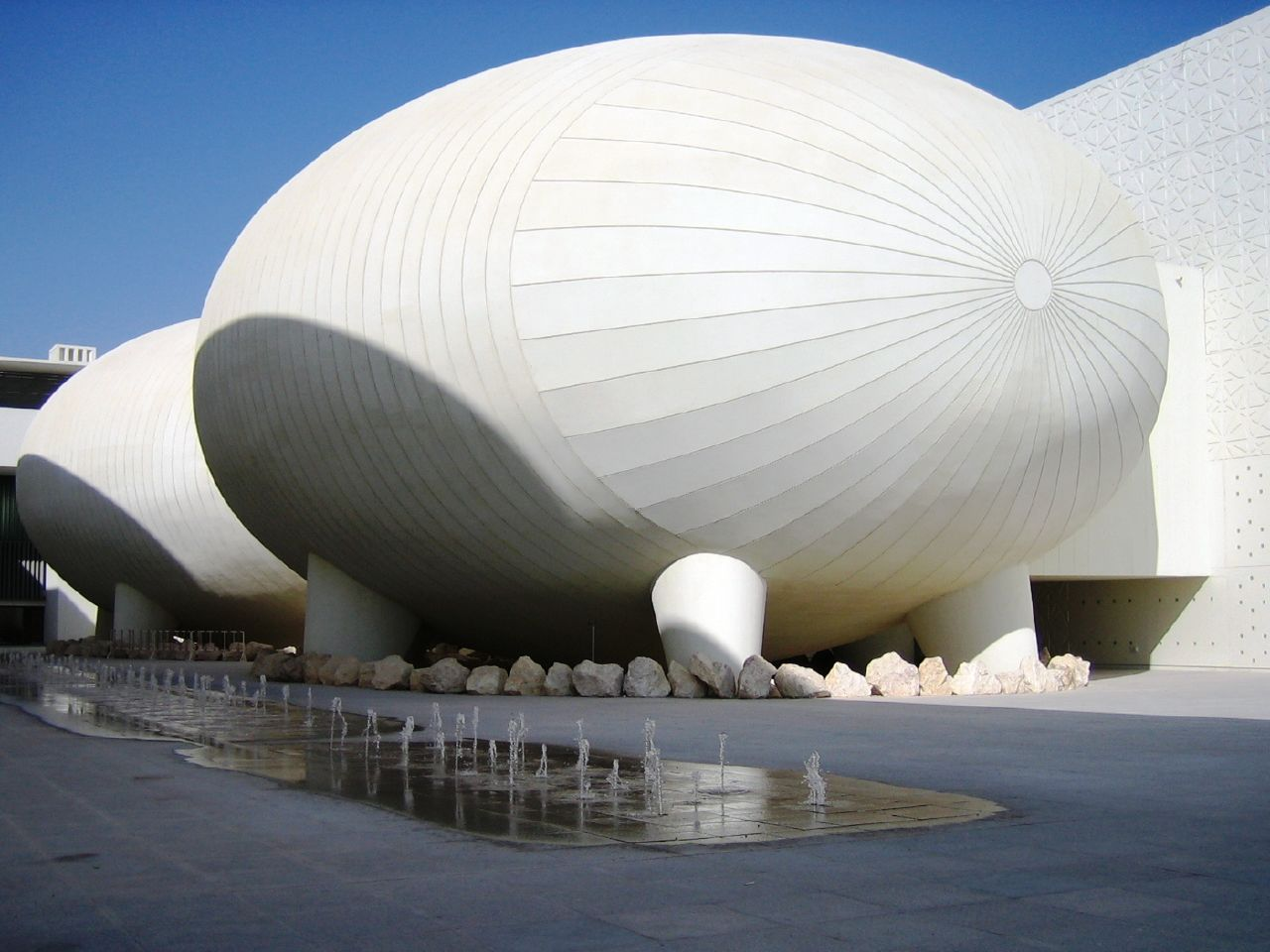
مبنى حرم الكلية والذي قام بتصميمه المعماري أراتا إيسوزاكي.

تعتبر كلية طب وايل كورنيل ,التابعة لجامعة كورنيل في نيويورك صاحبة الترتيب 18 كأفضل الجامعات في العالم, أول جامعة أميركية تقدم برنامجها الطبي خارج الولايات المتحدة الأميركية. ويندرج الفرع الجامعي في قطر من كلية طب وايل كورنيل، يتولى التدريس أساتذة من جامعة كورنيل ووايل كورنيل. وتطبق الجامعة إجراءات قبول مختلفة للبرنامج التحضيري وبرنامج دراسة الطب.
تتعاون كلية طب وايل كورنيل في قطر مع الهيئة القطرية للصحة ومؤسسة حمد الطبية ومؤسسة قطر لرفع مستوى الرعاية الصحية في المجتمع كما أنها تتعاون في وضع مخططات مركز السدرة للطب والبحوث المنبثق عن مؤسسة قطر والذي يرتقب أن يصبح المستشفى التعليمي الأبرز لكلية الطب بحيث يشكلان معاً مركزا طبيا أكاديميا.
وقد صمِّم برنامج البحوث في مجال الطب الحيوي الذي ستجريه كلية الطب مع شركاء لها في قطر لتعزيز القدرات البحثية والتدريبية في البلاد وتنفيذ بعض المشاريع الخاصة مع تركيز خاص على الطب الوراثي والجزيئي، وطب النساء والأطفال.

## إنجازات
ووفقا لإحصائية صادرة عن وايل كورنيل للطب-قطر، فقد بلغ عدد الأبحاث المنشورة منذ عام 2010 أكثر من 380 بحثا، كما يبلغ عدد المختبرات البحثية 34 مختبرا.
وفي أكتوبر/تشرين الأول 2012، احتفلت وايل كورنيل للطب-قطر بالذكرى العاشرة لتأسيسها، وقد خرّجت في تلك السنوات العشر 112 طبيبا وطبيبة.

## الانتقادات
لقد طالت الجامعة العديد من الاتهامات بمجاملة بعض الطلبة أصحاب الوسائط عند قبولهم بالكلية منذ تأسيسها. معظم طلبة كلية وايل كورنيل هم إما قطريون أو أبناء وبنات الأطباء والجراحين بمؤسسة حمد الطبية, المستشفى التي يتدرب بها خريجو الكلية. وهو أمر يتنافى مع ما تعبر عنه الكلية أنها تقبل الطلبة الدوليين